# Valeriana triphylla
Valeriana triphylla är en kaprifolväxtart som beskrevs av Carl Sigismund Kunth. Valeriana triphylla ingår i släktet vänderötter, och familjen kaprifolväxter. Inga underarter finns listade i Catalogue of Life.